# Кампо Сакро
Кампо Сакро је насеље у Италији у округу Трст, региону Фурланија-Јулијска крајина.
Према процени из 2011. у насељу је живело 122 становника. Насеље се налази на надморској висини од 238 м.